# Bernard Tchoullouyan
Bernard Tchoullouyan (ur. 12 kwietnia 1953 w Marsylii, zm. 7 stycznia 2019 w Mimet) – francuski judoka. Brązowy medalista olimpijski z Moskwy.

## Kariera sportowa
Zawody w 1980 były jego jedynymi igrzyskami olimpijskimi. Po medal sięgnął w wadze półśredniej, do 78 kilogramów – startował pod flagą olimpijską po bojkocie igrzysk przez część krajów zachodnich. Był złotym medalistą mistrzostw świata w 1981 i srebrnym w 1979. Na mistrzostwach Europy sięgał po srebro w 1981 oraz czterokrotnie po brąz (1977, 1978, 1980 i 1982). Zdobył szereg medali na mistrzostwach Francji, w tym pięciokrotnie zostawał mistrzem kraju seniorów.